# Guglielmo I di Strasburgo
Guglielmo I (... – 7 novembre 1046/7) fu vescovo di Strasburgo dal 1028 o 1029 alla morte.

## Biografia
Guglielmo era il quarto figlio di Ottone di Worms, primo duca di Carinzia della dinastia salica, e di sua moglie, Giuditta (la cui ascendenza è incerta: forse era figlia o nipote del duca di Baviera della dinastia Luitpoldingia Arnolfo il Cattivo). Ottone di Worms era un nipote materno dell'imperatore Ottone I: egli deteneva più di cinque contee in Franconia prima di ricevere la Carinzia da suo cugino, l'imperatore Ottone II nel 978. Guglielmo e uno dei suoi fratelli maggiori, Bruno, erano destinati alla carriera ecclesiastica sin dalla loro nascita. Bruno, che nacque nel 972, divenne il primo papa tedesco e assunse il nome di papa Gregorio V nel 996, ma morì nel 999. Guglielmo iniziò la sua carriera ecclesiastica alla corte reale. Divenne arcicappellano della regina Gisella di Svevia, la moglie di suo nipote, l'imperatore Corrado II, il primo sovrano della dinastia salica. 

### Vescovado
Guarniero I, vescovo di Strasburgo, morì in missione diplomatica a Costantinopoli il 28 ottobre 1028. Strasburgo era una delle più ricche sedi episcopali tedesche, avendo al servizio un centinaio di cavalieri corazzati nell'esercito reale. Re Corrado II offrì la sede vescovile all'abate Poppo di Stablo, ma Poppo informò il re di essere figlio di sacerdote, perdendo così la possibilità di assumere la carica. Guglielmo era il successivo candidato del re e fu ordinato vescovo nel 1028 o 1029. Guglielmo fu il sostenitore della tesi che il tempo di Avvento dovesse comprendere quattro settimane complete. Questo criterio tuttavia non si impose.

## Ascendenza
|                           |                      |                       | Genitori                |  |  | Nonni |  |  | Bisnonni                 |  |  | Trisnonni |  |
|                           |                      |                       |                         |  |  |       |  |  | Guarniero V di Speyergau |  |  | …         |  |
|                           |                      |                       |                         |  |  |       |  |  | Guarniero V di Speyergau |  |  | …         |  |
|                           |                      | …                     |                         |  |  |       |  |  | Guarniero V di Speyergau |  |  |           |  |
| Corrado il Rosso          |                      |                       |                         |  |  |       |  |  | Guarniero V di Speyergau |  |  |           |  |
|                           |                      | Hicha di Svevia       | …                       |  |  |       |  |  |                          |  |  |           |  |
|                           |                      | Hicha di Svevia       | …                       |  |  |       |  |  |                          |  |  |           |  |
|                           |                      | Hicha di Svevia       | …                       |  |  |       |  |  |                          |  |  |           |  |
| Ottone I di Carinzia      |                      | Hicha di Svevia       |                         |  |  |       |  |  |                          |  |  |           |  |
|                           |                      | Ottone I di Sassonia  | Enrico I di Sassonia    |  |  |       |  |  |                          |  |  |           |  |
|                           |                      | Ottone I di Sassonia  | Enrico I di Sassonia    |  |  |       |  |  |                          |  |  |           |  |
|                           |                      | Ottone I di Sassonia  | Matilde di Ringelheim   |  |  |       |  |  |                          |  |  |           |  |
| Liutgarda                 |                      | Ottone I di Sassonia  |                         |  |  |       |  |  |                          |  |  |           |  |
|                           |                      | Eadgyth               | Edoardo il Vecchio      |  |  |       |  |  |                          |  |  |           |  |
|                           |                      | Eadgyth               | Edoardo il Vecchio      |  |  |       |  |  |                          |  |  |           |  |
|                           |                      | Eadgyth               | Elfleda                 |  |  |       |  |  |                          |  |  |           |  |
| Guglielmo I di Salisburgo |                      | Eadgyth               |                         |  |  |       |  |  |                          |  |  |           |  |
|                           | Enrico I di Sassonia | Ottone I di Sassonia  |                         |  |  |       |  |  |                          |  |  |           |  |
|                           | Enrico I di Sassonia | Ottone I di Sassonia  |                         |  |  |       |  |  |                          |  |  |           |  |
|                           | Enrico I di Sassonia | Edvige di Babenberg   |                         |  |  |       |  |  |                          |  |  |           |  |
| Enrico I di Baviera       | Enrico I di Sassonia |                       |                         |  |  |       |  |  |                          |  |  |           |  |
|                           |                      | Matilde di Ringelheim | Teodorico di Ringelheim |  |  |       |  |  |                          |  |  |           |  |
|                           |                      | Matilde di Ringelheim | Teodorico di Ringelheim |  |  |       |  |  |                          |  |  |           |  |
|                           |                      | Matilde di Ringelheim | Rinilde di Frisia       |  |  |       |  |  |                          |  |  |           |  |
| Giuditta di Baviera       |                      | Matilde di Ringelheim |                         |  |  |       |  |  |                          |  |  |           |  |
|                           |                      | Arnolfo di Baviera    | Liutpoldo di Baviera    |  |  |       |  |  |                          |  |  |           |  |
|                           |                      | Arnolfo di Baviera    | Liutpoldo di Baviera    |  |  |       |  |  |                          |  |  |           |  |
|                           |                      | Arnolfo di Baviera    | Cunegonda di Svevia     |  |  |       |  |  |                          |  |  |           |  |
| Giuditta di Baviera       |                      | Arnolfo di Baviera    |                         |  |  |       |  |  |                          |  |  |           |  |
|                           |                      | Giuditta di Sülichgau | Eberardo di Sülichgau   |  |  |       |  |  |                          |  |  |           |  |
|                           |                      | Giuditta di Sülichgau | Eberardo di Sülichgau   |  |  |       |  |  |                          |  |  |           |  |
|                           |                      | Giuditta di Sülichgau | Gisela di Verona        |  |  |       |  |  |                          |  |  |           |  |
|                           |                      | Giuditta di Sülichgau |                         |  |  |       |  |  |                          |  |  |           |  |